# Peter Czakert
Peter Czakert (* 12. Dezember 1808 in Böhmen; † 3. September 1848 in Lafayette (Louisiana/USA)) war ein römisch-katholischer Geistlicher.

## Leben
Peter Czakert trat in Wien in den Orden der Redemptoristen ein und legte dort am 4. August 1832 sein Ordensgelübde ab, am 12. Januar 1834 erfolgte die Priesterweihe. In diesem Jahr wurde er auch dazu bestimmt, mit den ersten Missionaren der Redemptoristen in die Vereinigten Staaten von Amerika zu gehen. Nach der Ankunft in den USA widmete er die ersten Jahre der Missionsarbeit und dem Aufbau des Ordens in den Staaten Pennsylvania, Ohio und Illinois. 1843 kam er nach New Orleans und half mit, dort eine Redemptoristen-Gemeinde aufzubauen. 1844 wurde er zum Generalsuperior in den USA ernannt.
Auf Bitten des dortigen Bischofs kam er Ende 1847 nach Lafayette und war dort bis zu seinem Tod tätig.